# Bischofswerda
Bischofswerda (alt sòrab: Biskopicy) és un municipi alemany que pertany a l'estat de Saxònia. Es troba a 33 kilòmetres de Dresden i a 18 kilòmetres a l'oest de Bautzen. Limita amb Burkau al nord, Demitz-Thumitz i Schmölln-Putzkau a l'est, Neustadt i Stolpen al sud i amb Großharthau, Frankenthal i Rammenau a l'oest.

## Composició
Inclou els nuclis de:
- Bischofswerda (Biskopicy)
  - Pickau
- Belmsdorf (Baldrijanecy)
- Geißmannsdorf (Dźibrachćicy)
- Schönbrunn (Šumborn)
- Neu-Schönbrunn (Nowy Šumborn)
- Kynitzsch (Kinič)
- Großdrebnitz (Drjewnica)
  - Kleindrebnitz
  - Neudrebnitz
- Goldbach
- Weickersdorf 1996

## Evolució demogràfica
| Any  | Població |
| ---- | -------- |
| 1834 | 2.434    |
| 1880 | 4.778    |
| 1960 | 11.350   |
| 2004 | 13.104   |

| Any  | Població |
| ---- | -------- |
| 2005 | 12.962   |
| 2006 | 12.732   |
| 2007 | 12.545   |

Dades fins a 2000: Statistisches Landesamt Sachsen

## Fills il·lustres
- Johann Pache (1857-1897) compositor i organista.

## Burgmestres
| Otto Barthel     | 1945 - 1948 |
| Josef Schmachtel | 1948        |
| Curt Jäckel      | 1948 - 1953 |
| Alfred Zeidler   | 1953 - 1961 |
| Gerhard Klengel  | 1961 - 1962 |
| Horst Emmrich    | 1963 - 1968 |
| Hans Lucas       | 1968 - 1972 |
| Günter Illing    | 1972 - 1987 |
| Horst Rößner     | 1987 - 1990 |
| Andreas Erler    | 1990 - lfd. |

## Agermanaments
- Geislingen an der Steige
- Gryfów Śląski